# Verwaltungsgemeinschaft Lützen-Wiesengrund
In de voormalige Verwaltungsgemeinschaft Lützen-Wiesengrund werkten meerdere gemeenten uit het district Burgenlandkreis samen ter vervulling van de gemeentelijke taken. Juridisch gezien behouden de deelnemende gemeenten hun zelfstandigheid.

## Geschiedenis
De Verwaltungsgemeinschaft Lützen-Wiesengrund ontstond op 1 januari 2005 door de fusie van de Verwaltungsgemeinschaft Lützen (7 gemeenten) en de Verwaltungsgemeinschaft Wiesengrund (5 gemeenten).
Op 1 juli 2009 werden de deelnemende gemeente Röcken door de stad Lützen geannexeerd en verlieten daarmee de Verwaltungsgemeinschaft. Op 1 januari 2010 werd door een fusie van de deelnemende gemeenten Großgörschen, Muschwitz, Poserna, Rippach en Starsiedel en de stad Lützen een nieuwe stad Lützen gevormd. Op 1 januari 2010 werden de deelnemende gemeenten Granschütz en Taucha door de stad Hohenmölsen geannexeerd en verlieten daarmee de Verwaltungsgemeinschaft. OP 1 januari 2011 is de Verwaltungsgemeinschaft opgeheven en zijn de resterende gemeenten Dehlitz (Saale), Sössen en Zorbau geannexeerd door Lützen.